# Tetragnatha insulata
Tetragnatha insulata är en spindelart som beskrevs av Henry Roughton Hogg 1913. Tetragnatha insulata ingår i släktet sträckkäkspindlar, och familjen käkspindlar.
Artens utbredningsområde är Falklandsöarna. Inga underarter finns listade i Catalogue of Life.